# Kenyanthropus platyops
Kenyanthropus platyops je druh vyhynulého hominida, žijící ve středním pliocénu (před 3,5 - 3,3 miliony let) na území dnešní Keni ve východní Africe. Jedná se o jediného známého zástupce rodu Kenyanthropus.
Rodový název byl vytvořen na počest Keni jako země, která se stala významným místem pro poznání lidské evoluce. Druhový přívlastek pochází z řeckých výrazů platus (plochý) a opsis (tvář). Návrh českého odborného názvu zní Australopiték ploskolící.

## Objevy

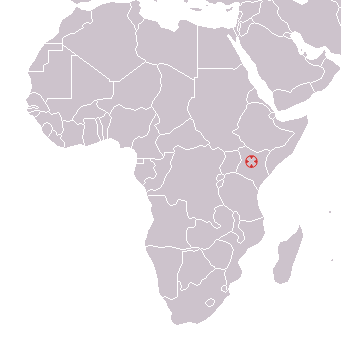
Místo nálezu na mapě Afriky

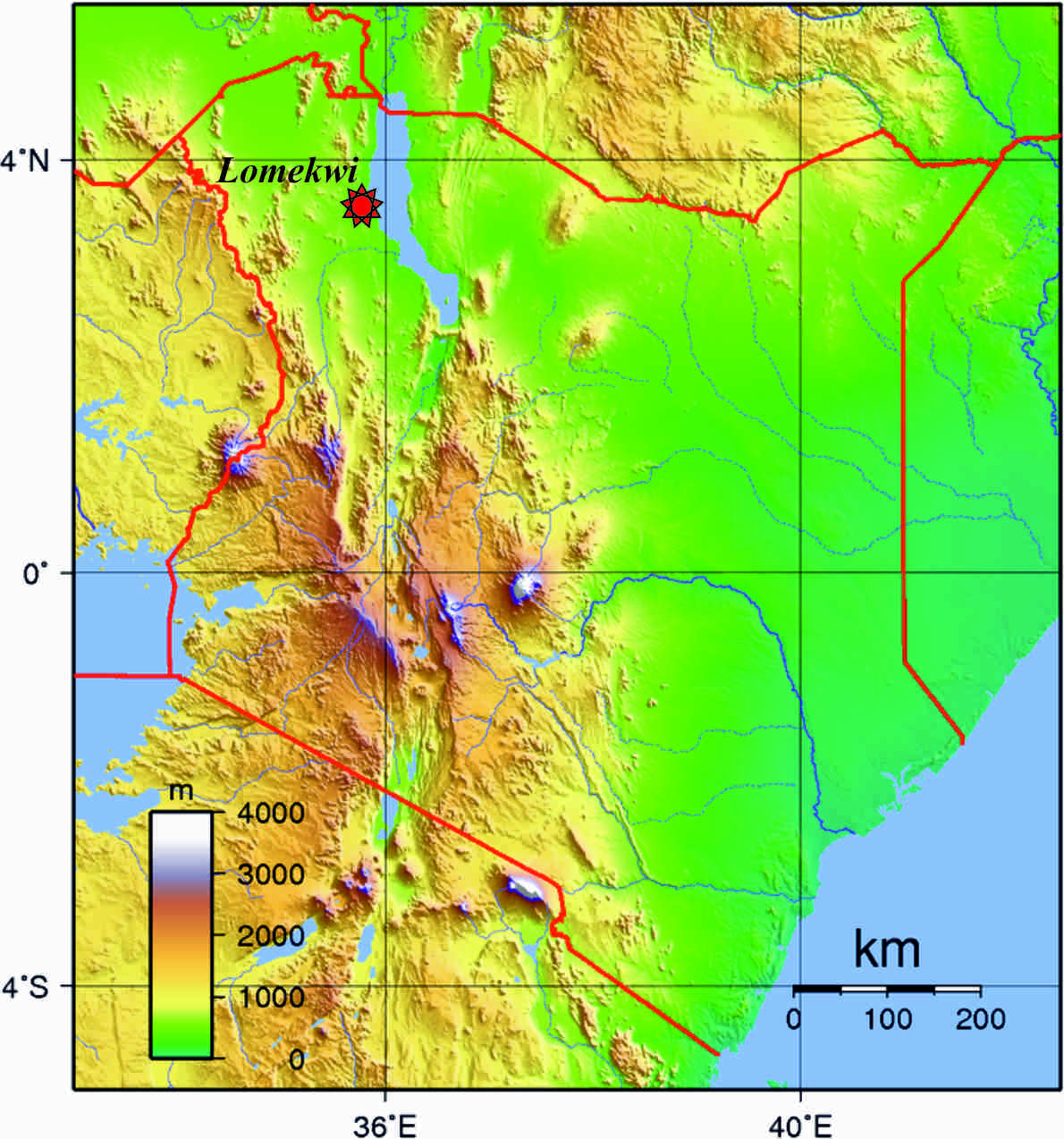
Místo nálezu na mapě Keni

Ostatky druhu Kenyanthropus platyops byly zachyceny v letech 1998 – 1999 při výzkumu lokality Lomekwi na západním břehu jezera Turkana (dříve Rudolfovo jezero) v severní části Keni.
Tým pod vedením Meave Leakey zde zachytil celkem 46 izolovaných zubů či zlomků čelistí, přičemž další čtyři exempláře byly na místě zjištěny již v letech 1982 a 1985. Významný je ale především nález téměř kompletní lebky bez dolní čelisti, která dostala označení KNM - WT 40000. V srpnu roku 1999 ji zachytil Justus Erus. Lebka se ovšem dochovala značně poškozená, silně erodovaná a deformovaná, rozdrcená na několik tisíc kousků. Kvůli odlišnostem od známých zástupců rodu Australopithecus pro ni byl roku 2001 navržen samostatný rod – Kenyanthropus. Současně s lebkou byla do tohoto rodu přiřazena též část horní čelisti dalšího jedince, ostatní nálezy z lokality Lomekwi však byly ponechány neurčené, především pro nedostatek jednoznačných diagnostických znaků. Jiné ostatky dosud zachyceny nebyly.
Vrstvy sopečného tufu, mezi nimiž byly nálezy zjištěny, umožnily radioaktivní datování, ukazující na stáří 3,3 – 3,5 milionu let. Kenyanthropus je tudíž současný s homininem druhu Australopithecus afarensis.

## Popis

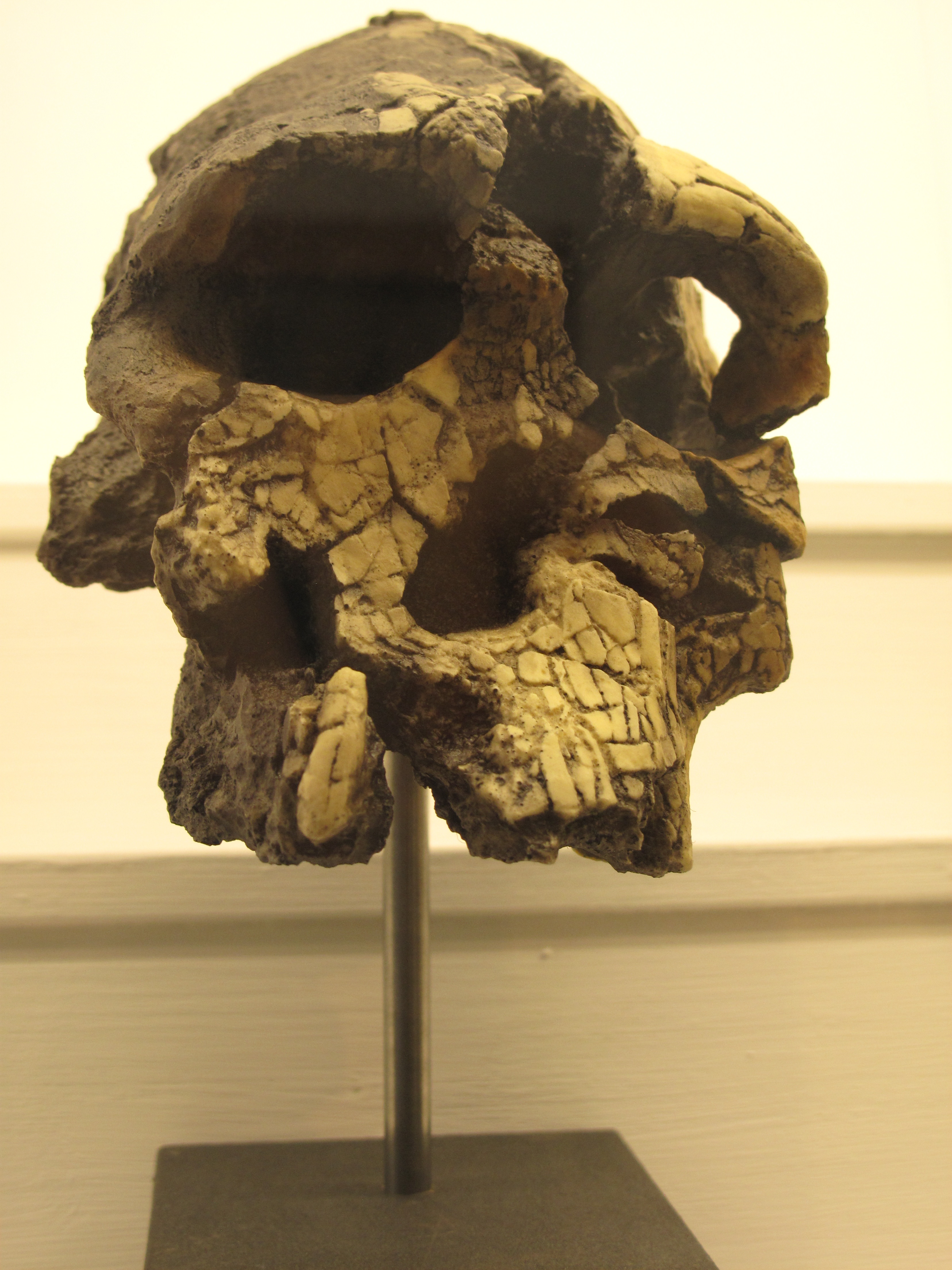
Lebka australopitéka ploskolícího sestavená z tisíců zlomků

Odhady výšky a hmotnosti druhu Kenyanthropus platyops nebyly dosud zveřejněny. Celková velikost lebky se nevymyká běžnému rozpětí u druhů Australopithecus afarensis a Australopithecus anamensis, lebeční kapacita je však vzhledem k výrazné deformaci jen obtížně měřitelná. Předpokládá se, že objem mozku nepřesáhl hodnoty soudobých australopitéků. Rovněž pohlaví nalezeného jedince prakticky nelze určit. Malé korunky stoliček by mohly svědčit pro samici, ale masivnější stavba úponů žvýkacích svalů napovídá, že se jednalo spíše o samce.
Znaky mozkovny:
- úzký a dlouhý vnější zvukovod s malým vstupním otvorem (stejně jako u moderních šimpanzů a vyhynulých druhů Ardipithecus ramidus a Australopithecus anamensis)
- výrazný výběžek eminentia articularis cylindrického tvaru, obdobně jako u druhů Australopithecus afarensis a Australopithecus africanus
- středně hluboká jamka čelistního kloubu (fossa mandibularis)
- velký týlní otvor (foramen magnum) spíše oválného tvaru (dochována je pouze přední část)
- týlní kosti postrádající otisky žilních splavů sulcus sinus occipitalis a sulcus sinus marginalis, na rozdíl od zástupců druhu Australopithecus afarensis a robustních australopitéků

Znaky obličejové části:
- velké, široké lícní kosti
- úzký, ostře ohraničený nosní otvor, podobně jako u A. afarensis
- jařmové oblouky vybíhající z čelisti již mezi prvním a druhým třenovým zubem, tedy více vpředu než u druhu Australopithecus afarensis (obdobně jako u robustních australopitéků)
- ploše modelovaná tvář v oblasti pod nosem, vytvářející spolu s umístěním jařmových oblouků dojem celkově plochého obličeje

Znaky na zubech:
- primitivně mělké (ploché) patro, tvořené poměrně tenkými kostmi
- kořeny prvních a druhých řezáků rovné a téměř stejně dlouhé (na rozdíl od australopitéků, u nichž má druhý řezák výrazně menší kořen)
- horní třenové zuby se třemi kořeny místo dvou kořenů jako u robustních australopitéků a rodu Homo (u druhu Australopithecus afarensis je tento znak variabilní)
- malé stoličky, blížící se velikosti stoliček druhu Ardipithecus ramidus (menší než u ostatních australopitéků)
- silná zubní sklovina, srovnatelná se sklovinou druhů Australopithecus anamensis a Australopithecus afarensis (slabší než u robustních australopitéků)

## Způsob života
Pro druh Kenyanthropus platyops chybí jakékoliv nálezy kostí trupu nebo končetin, takže o způsobu pohybu tohoto tvora nelze říci téměř nic. Všeobecně se předpokládá schopnost vzpřímené chůze, k potvrzení ovšem (stejně jako v případě rodu Sahelanthropus) budou nutné nálezy postkraniální kostry.
Ostatky zvířat, nalezené spolu s kostmi hominidů, ukazují na vlhčí a poměrně hojně zalesněné životní prostředí. Západní břeh jezera Turkana v pliocénu z větší části porůstaly prosvětlené lesy a křoviny, jen místy přerušené ostrůvky otevřených travnatých prostor. Podél řeky Omo se ale mohly rozkládat i hustší lužní lesy, dosahující až stovek metrů šířky.
Analýza izotopů uhlíku ze zubní skloviny již u druhu Kenyanthropus platyops ukazuje na zvýšenou konzumaci potravy ze zdrojů otevřených prostor (traviny, jejich semena i oddenky a podobně), a to především ve srovnání se staršími homininy (Ardipithecus, Australopithecus anamensis). Strava však podle uvedených analýz mohla být značně proměnlivá, protože u některých jedinců zcela dominovaly potravní zdroje lesních porostů (plody), zatímco jiní vykazovali značný podíl zdrojů otevřených travnatých prostor. Podobně variabilní hodnoty byly získány také analýzami u druhů Australopithecus afarensis a Australopithecus africanus a mohou snad naznačovat průnik do neobsazené potravní niky, pozvolný přechod z lesních porostů do okolní sušší, otevřenější krajiny a počáteční nestejnoměrné využívání nových možností.

## Fylogeneze
Objev vzbudil pozornost, protože naznačil, že vývoj člověka nemusel být lineární, ale že již ve starším pliocénu se mohlo ve východní Africe pohybovat větší množství homininů současně.
Taxonomické a fylogenetické zařazení nálezů z Lomekwi ale zatím zůstává nejasné. Přes své stáří se morfologie lebky některými znaky vymyká soudobým hominidům. Především malé stoličky a vysoká plochá tvář ji řadí blíže k člověku než k australopitékům, pro které jsou typické velké zadní zuby a více či méně vyčnívající čelisti. Plochá tvář je sice typická také pro robustní australopitéky (Australopithecus aethiopicus, Australopithecus robustus, Australopithecus boisei), ostatní znaky této skupiny, zejména velmi masivní žvýkací aparát, však Kenyanthropus postrádá. Nejvíce se lebka z Lomekwi svým utvářením blíží druhu Homo rudolfensis, který žil asi o 1 milion let později a mohl být předchůdcem Homo habilis. Autoři výzkumu tak předpokládají, že Kenyanthropus mohl být přímým předkem rodu Homo. To by ale znamenalo, že rod Australopithecus do vývoje moderního člověka nemusel vůbec zasáhnout a byl pouze slepou boční větví. Předci dnešních lidí se tudíž mohli od australopitéků oddělit již v časném pliocénu, před 4 - 3,5 miliony let (tedy o jeden milion let dříve, než se dosud soudilo). Stejně tak ale může být rod Kenyanthropus slepou vývojovou větví, u níž se jen náhodou vyvinuly znaky, podobné rodu Homo.
Část odborníků ale pochybuje o platnosti rodu Kenyanthropus, nálezy řadí mezi australopitéky a nebo je přímo sjednocuje se soudobým druhem Australopithecus afarensis. Variabilita časných australopitéků je zatím málo poznaná a informace jsou útržkovité. Problematický je však především návrh nového druhu na základě velmi fragmentární a deformované lebky, jejíž rekonstrukce nemusí být i přes veškerou snahu zcela přesná. Takový nález by bez dalších ostatků neměl být oporou pro vytvoření nového taxonu, protože původní rozměry lze často jen odhadovat a množství diagnostických znaků mohlo být způsobeno až posmrtně, geologickými procesy. Může se proto jednat pouze o lokální nebo individuální variantu druhu Australopithecus afarensis. Podle mnoha odborníků je tak lepší se až do nálezu dalších ostatků taxonomického určení zdržet. Proto dosud nebylo dosaženo shody, a to i přes nový průzkum nalezené lebky s pomocí počítačové tomografie a rozsáhlou srovnávací analýzu.